# Шириневлер
„Шириневлер“ (на турски: Şirinevler) е квартал на Истанбул, разположен в околия Бахчелиевлер. Общата му площ е 1,1 км2. Според данни на Адресната система за регистриране на населението (ABPRS) към 2023 г. населението на „Шириневлер“ е 54 808 жители.